# Ленинградский сталепрокатный завод
Ленинградский сталепрокатный завод — предприятие металлургической промышленности Ленинграда — Санкт-Петербурга.

## История завода
Санкт-Петербургский завод («Чугунолитейный и бронзовый завод Ф. Шопена»), который был основан в 1857 году специализировался на производстве чугуна, бронзы и меди. Первые производственные постройки из камня были спроектированы (архитектор Ф. Дезире) и построены во второй половине 1850-х годов Впоследствии, в течение XIX века завод неоднократно менял хозяев и основную производственную направленность. На рубеже XIХ — ХХ в-в. предприятие стало составной частью «Общества железопрокатного и проволочного завода» (1873 г.), что повлекло за собой существенную перепланировку заводского пространства. В «кирпичном стиле» были отстроены новые производственные корпуса (архитекторы: П. В. Алиш, П. К. Бергштрессер, Н. М. Проскурин).
После революции 1917 года сменил имя на: «Красный Гвоздильщик» (1921). В годы первой пятилетки предприятие подверглось существенной перестройке. Были спроектированы и возведены новые корпуса цехов (сталепроволочного, прокатного, канатного, водонапорная башня и электростанция).
Впоследствии неоднократно менял названия. В 1940 году переименован в «Сталепрокатный и проволочно-канатный завод имени В. М. Молотова»; с 18 ноября 1957 года стал называться «Ленинградский государственный сталепрокатный завод»
После акционирования с 11 ноября 1992 года — «Акционерное общество открытого типа „Сталепрокатный завод“»; с 1996 года официально назывался «Открытое акционерное общество „Сталепрокатный завод“».
В 2007 г. завод полностью прекратил свое существование. Все цеха были закрыты и поставлены на снос.

## Территория после ликвидации предприятия
По адресу: В.О., 27-я линия д. 6, корп. 1 лит. З находится ООО «Петербургский завод прецизионных сплавов», некогда бывший частью сталепрокатного завода.

## Архитектура
С архитектурной точки зрения здание, в первую очередь, известно и интересно конструктивистской водонапорной башней канатного цеха завода «Красный гвоздильщик» (расположена на углу Масляного канала и 25-й линии ВО 6, 8), построенной в 1931 году по проекту архитектора Якова Чернихова. Черниховым же, по заказу, треста заводов массового производства «Тремасс», был спроектирован и сам канатный цех (1929—1930). Башня относится к категории «памятники промышленной архитектуры».

## Производство и продукция
Комплекс строительных, строительно-монтажных, пусконаладочных и реставрационных работ; эксплуатация взрывоопасных производственных объектов.